# Кандиевское восстание
Кандиевское восстание — волнения среди крестьян сел Кандиевка и Черногай Пензенской губернии России, а также ещё нескольких поселений Пензенской и соседней Тамбовской губернии, возникшие в апреле 1861 года после обнародования условий освобождения крепостных крестьян. Известно тем, что впервые в истории России восставшие подняли красный флаг.

## Ход восстания
Восстание началось с волнений крестьян села Черногай и деревни Студенки (600 крепостных) Чембарского уезда, принадлежавших графу А. С. Уварову, которые на сходах 21—25 марта 1861 по случаю чтения манифеста об отмене крепостного права приняли решение на барщину не ходить. Крестьяне считали, что от них скрывают настоящую «царскую волю». Крестьяне с. Высокого Коровяков, Егоров и Кошелев взялись быть «миссионерами» для распространения «настоящей воли царя». Но, потому что у них не было и не могло быть никакого другого Положения, они самостоятельно устно толковали царские документы от 19 февраля 1861 г. таким образом: «Землю царь всю отдал нам, а работать больше на барина не следует».
К началу апреля к ним присоединились крестьяне ещё 9 селений, принадлежавших Уварову. Крестьяне с. Чернышова (больше 2 тыс.) во главе с бурмистром Варфоломеем Горячевым прекратили исполнение барщины, разобрали господский хлеб и инвентарь.
2 апреля крестьяне села Высокого, принадлежавшего помещику Кожину, заявили, что от них власти скрывают подлинный манифест, прогнали управляющего и всех должностных лиц вотчинного управления. Местный 65-летний молоканин Леонтий Егорцев выдавал себя за великого князя Константина Павловича и призывал крестьян добывать «настоящую волю» и истреблять всех помещиков и чиновников. Восставшие крестьяне ездили поднимать на восстание соседние села, прикрепив к телегам шесты с красными платками. 5 апреля крестьяне села Покровского (1000 крепостных), возглавляемые прибывшим Егорцевым, захватили господский двор и вотчинную контору, избили бурмистра и конторщика, разобрали помещичий скот. Отказались подчиняться властям также более 5 тыс. крестьян села Поим и прилегавших к нему селений, принадлежавших графу Шереметеву.
10 апреля вооруженные косами и кольями крестьяне села Черногай заставили отступить роту Тарутинского полка, захватив нескольких местных чиновников. Затем восстали крестьяне села Кандиевка Керенского уезда с населением более 900 чел. (ныне входит в состав Башмаковского района). 6 апреля они отправили ходоков в село Высокое, где им сказали, что есть указ царя, в котором «дана воля без всяких работ на помещика». 7 апреля в село прибыл становой пристав для ареста зачинщиков, но крестьяне его выгнали. Начались волнения в селах Большой Буртас (Знаменское), Троицкое, Подгорное, Орлев, принадлежащих графам Виельгорским, и селе Черкасском и др. селениях, принадлежащих помещику Охотникову (с населением более 4 тыс. человек). К 10-м числам апреля восстание охватило около 30 селений, включая села Липовка, Каменка, Громок Моршанского уезда соседней Тамбовской губернии с населением около 3 тыс. человек.
Руководили восстанием отставные солдаты Андрей Елизаров, Антон Тихонов, Гаврила Стрельцов, сюда же прибыл и Леонтий Егорцев. На ежедневные сходы в Кандиевку стекались крестьяне из окрестных и дальних сел.

## Подавление восстания
Для усмирения волнений была привлечена воинская команда в составе 5 рот Тарутинского и Казанского полков под командованием генерала А. М. Дренякина. 14 апреля войсками был занят Поим, 15 апреля Дренякин с войсками вошел в Черногай и арестовал 12 зачинщиков, 16 апреля было занято село Высокое. 18 апреля была окружена Кандиевка, где к этому времени собралось около 10 тыс. повстанцев, которые вооружились топорами и косами. На увещевания властей они отвечали: «Не повинуемся, умрем за Бога и царя». Толпу удалось рассеять после трех залпов в упор и штыковой атаки роты солдат. Было убито на месте 8, ранено 26 (из них затем скончалось 11) человек.
Всего при подавлении восстания, по официальным данным, с 3 по 30 апреля были убиты войсками 14, ранены 31 чел. По делу о восстании было осуждено 174 человек, 114 из них было сослано на каторгу и на поселение в Сибирь.

## Увековечение памяти

Мозаичное панно «Кандиевское восстание» в Пензе

### Мозаичное панно «Кандиевское восстание»
В 1973 году в центре Пензы, на торце здания по улице Московской, 56 было установлено монументальное мозаичное панно «Кандиевское восстание».
Это панно было набрано в начале 1970-х годов на Комбинате монументального и декоративно-прикладного искусства г. Москвы под руководством московского художника Михаила Алексеевича Трункова.
В центре мозаичной композиции изображен крестьянин, держащий над собой в руке красный флаг, являющийся символом борьбы и призыва крестьян к борьбе за свои права. Художник с помощью средств мозаичного искусства стремился отобразить стойкость крестьян, растерянность солдат, стреляющих в них. Довольно живо, естественно и выразительно переданы внешние и внутренние человеческие движения.
Идея создания панно принадлежала второму секретарю Пензенского обкома КПСС Георгу Мясникову.